# هونوکا هایاشی
هونوکا هایاشی (انگلیسی: Honoka Hayashi؛ زادهٔ ۱۹ مهٔ ۱۹۹۸) بازیکن فوتبال است که در تیم ملی فوتبال زنان ژاپن بازی کرده‌است.